# Aree naturali protette della Sicilia
Le aree naturali protette della Sicilia comprendono quattro parchi regionali che occupano una superficie di 184 655 ettari, e 74 riserve naturali regionali per una superficie complessiva di 85 181 ettari, pari al 10,5% della superficie regionale. Sono state previste con la legge regionale n. 98 del 1981, che ha istituito anche la prima riserva, quella dello Zingaro. Dall'estate 2016 si aggiunge allo scenario delle aree tutelate il primo Parco Nazionale nell'area siciliana ovvero quello dell'isola di Pantelleria. Vi sono inoltre sette aree marine protette.
La tutela delle aree di valenza ambientale finora istituite è di esclusiva competenza della Regione Siciliana, attraverso l'Assessorato Regionale del Territorio e dell'Ambiente. Ai sensi della legge nazionale n. 222/2007, è stata prevista l'istituzione di altri tre parchi nazionali (Parco delle Egadi e del litorale trapanese, Parco delle Eolie e Parco degli Iblei). Con riferimento a questa iniziativa legislativa, la Corte Costituzionale ha stabilito - con la sentenza n. 12 del 2009 - che in materia di parchi nazionali la competenza è esclusivamente dello Stato, anche nelle Regioni a statuto speciale, cui resta la competenza dei parchi regionali. Con decreto del Presidente della Repubblica del 28 luglio 2016 è stato istituito il Parco nazionale dell'Isola di Pantelleria, che diventa così il primo parco nazionale siciliano. Nel 2019 il Parco dei Monti Sicani, istituito nel 2014, è stato soppresso dopo una pronuncia del TAR.

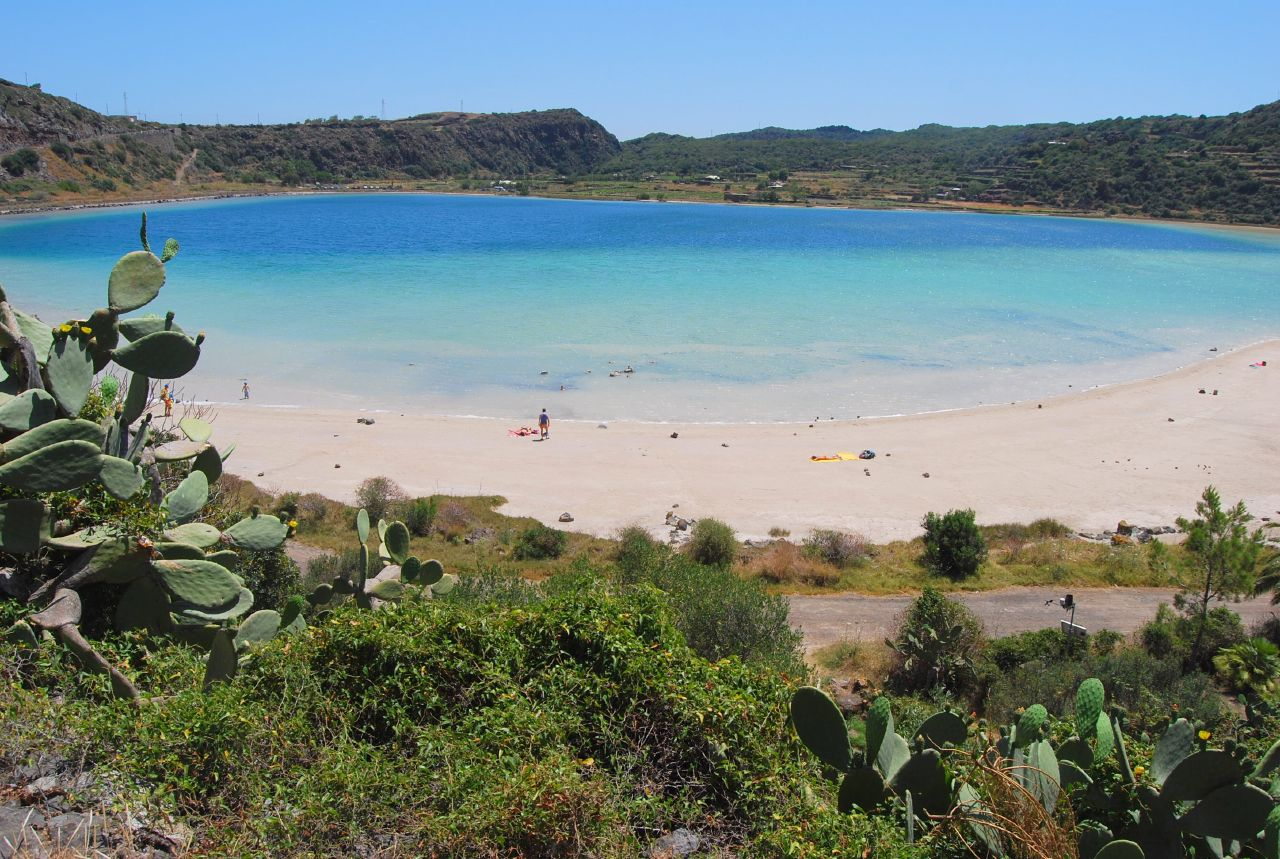
Lo specchio di Venere nel parco nazionale di Pantelleria

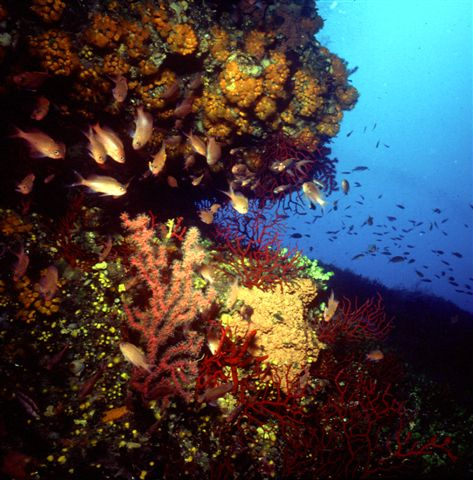
Area marina protetta Capo Gallo - Isola delle Femmine

## Elenco ufficiale delle aree protette (EUAP)

### Parchi nazionali
- Parco nazionale dell'Isola di Pantelleria

### Aree Marine Protette
- Area marina protetta Isola di Ustica
- Area marina protetta Isole Ciclopi
- Area marina protetta Isole Pelagie
- Area naturale marina protetta Capo Gallo - Isola delle Femmine
- Area naturale marina protetta del Plemmirio
- Riserva naturale marina Isole Egadi
- Area marina protetta di capo Milazzo [4]

### Parchi naturali Regionali

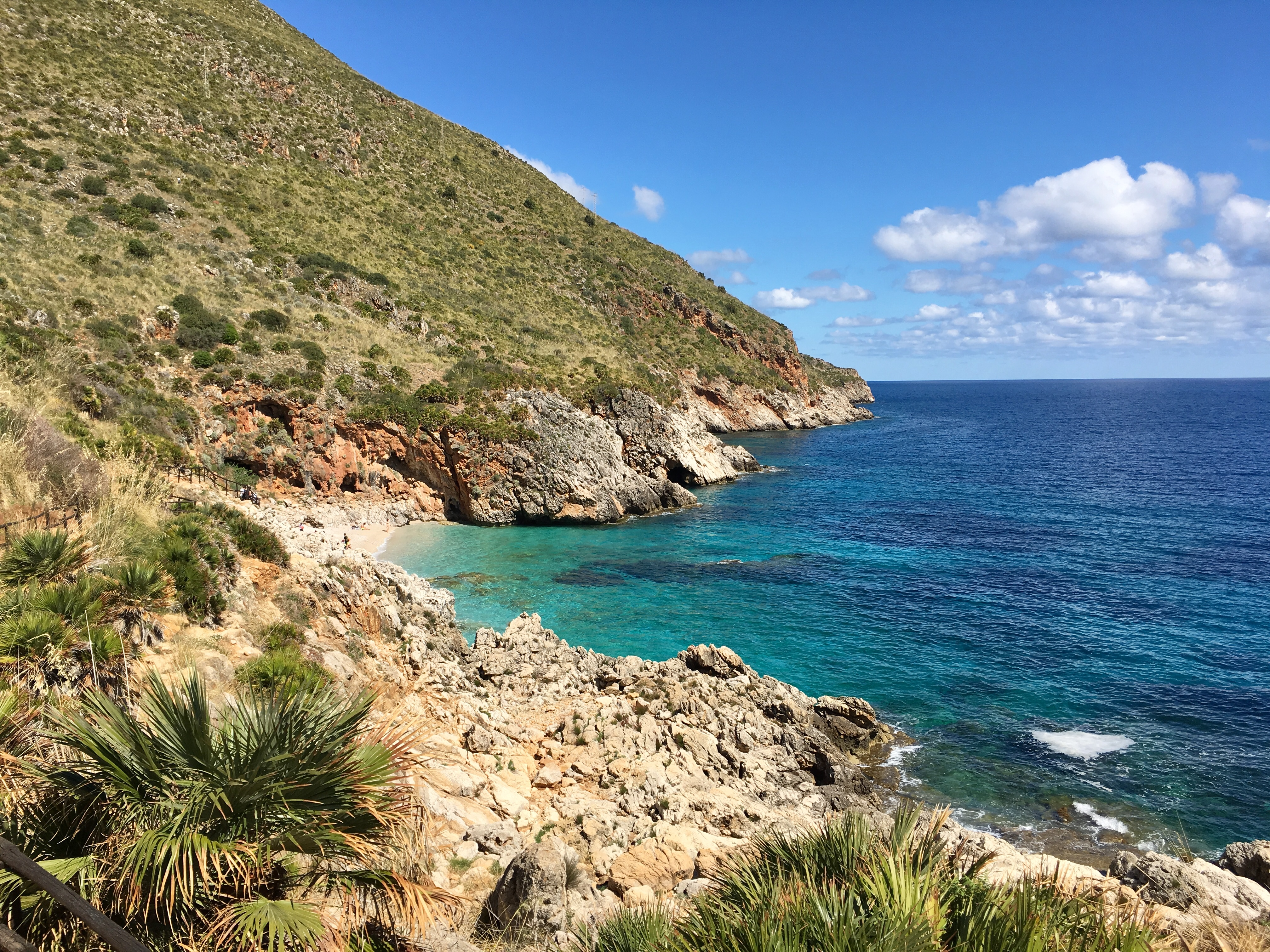
La Riserva naturale orientata dello Zingaro, istituita nel 1981, è stata la prima riserva naturale regionale della Sicilia

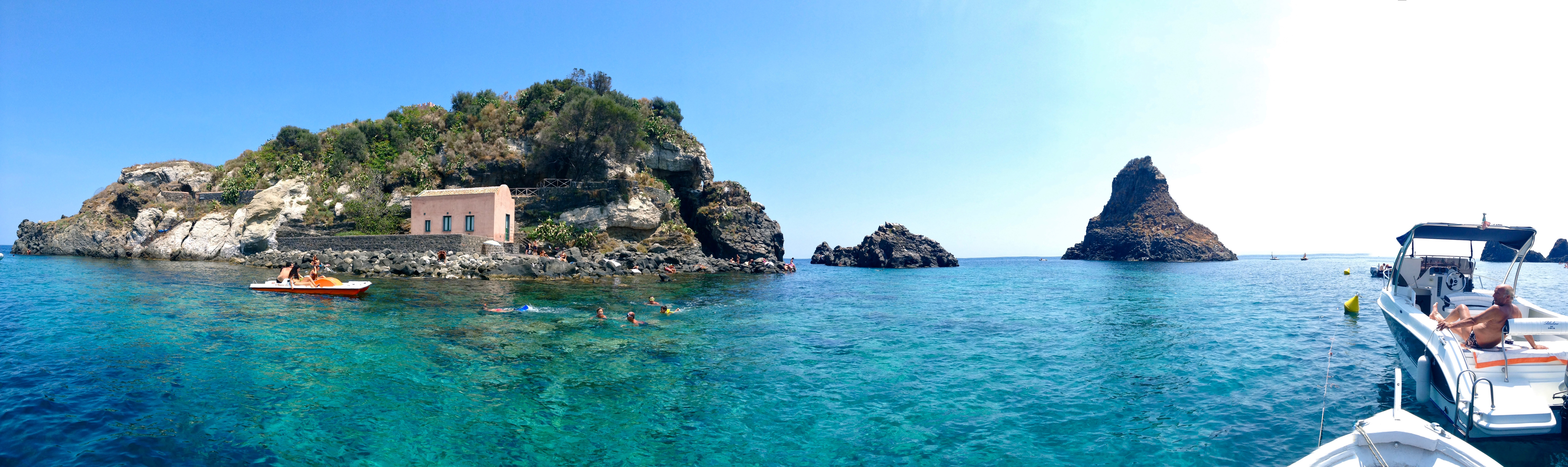
Riserva naturale integrale Isola Lachea e faraglioni dei Ciclopi e Area marina protetta Isole Ciclopi

| N. | Denominazione                 | Localizzazione       | Estensione | Anno di istituzione | Ente gestore                              | Coordinate                  | Immagine |
| -- | ----------------------------- | -------------------- | ---------- | ------------------- | ----------------------------------------- | --------------------------- | -------- |
| 1  | Parco delle Madonie           | Madonie              | 39 941,18  | 1989                | Ente Parco                                | 37°52′18.87″N 14°01′49.54″E |          |
| 2  | Parco dei Nebrodi             | Nebrodi              | 85 587,37  | 1993                | Ente Parco Naturale Regionale dei Nebrodi | 37°56′00.73″N 14°42′19.52″E |          |
| 3  | Parco dell'Etna               | Etna                 | 58 095     | 1987                | Ente Parco dell'Etna                      | 37°45′54.87″N 14°58′34.96″E |          |
| 4  | Parco fluviale dell'Alcantara | Valle dell'Alcantara | 1 927,48   | 2001                | Ente Parco Fluviale dell'Alcantara        | 37°52′12.86″N 15°09′38.31″E |          |

### Riserve Naturali Regionali

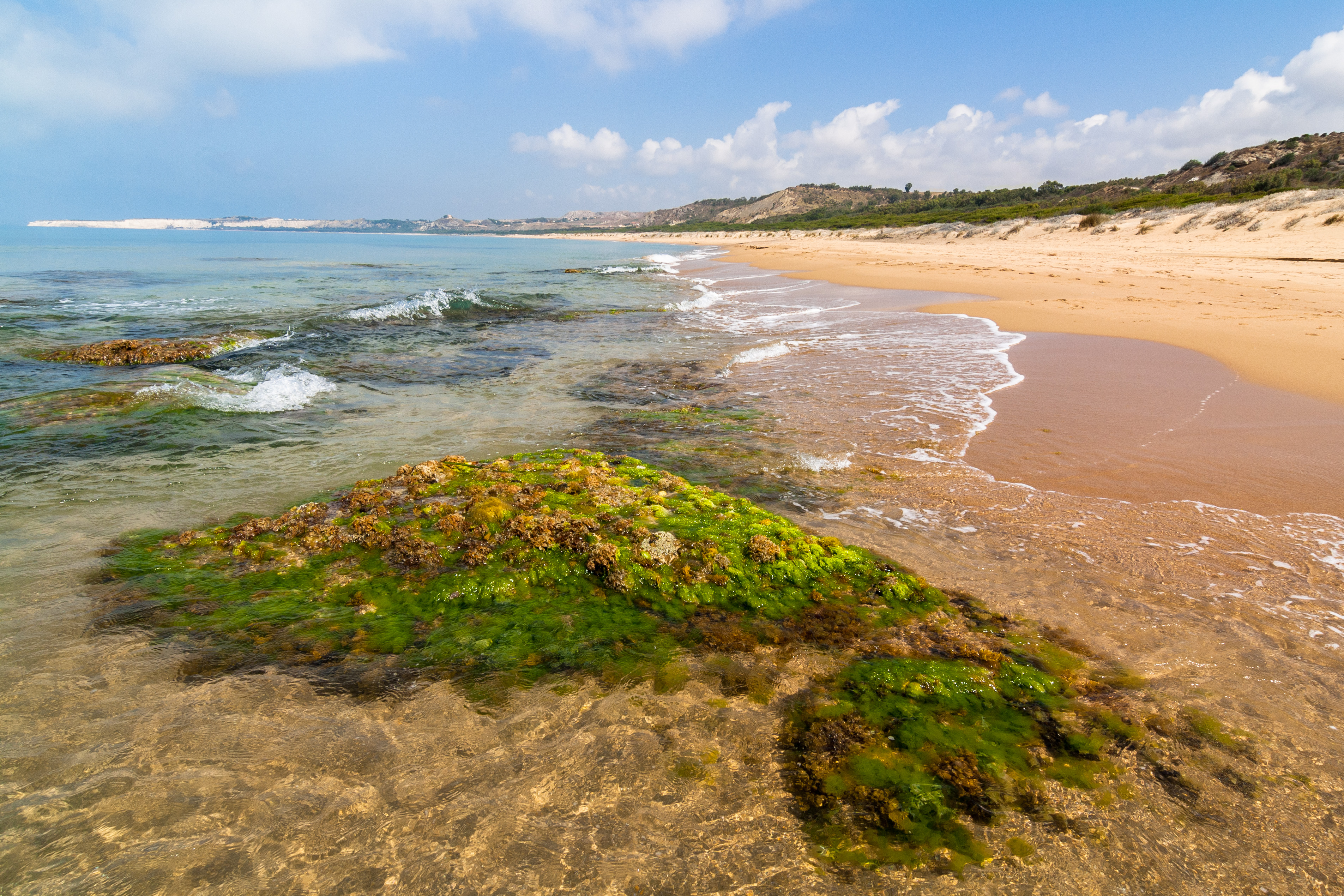
Riserva naturale orientata Torre Salsa

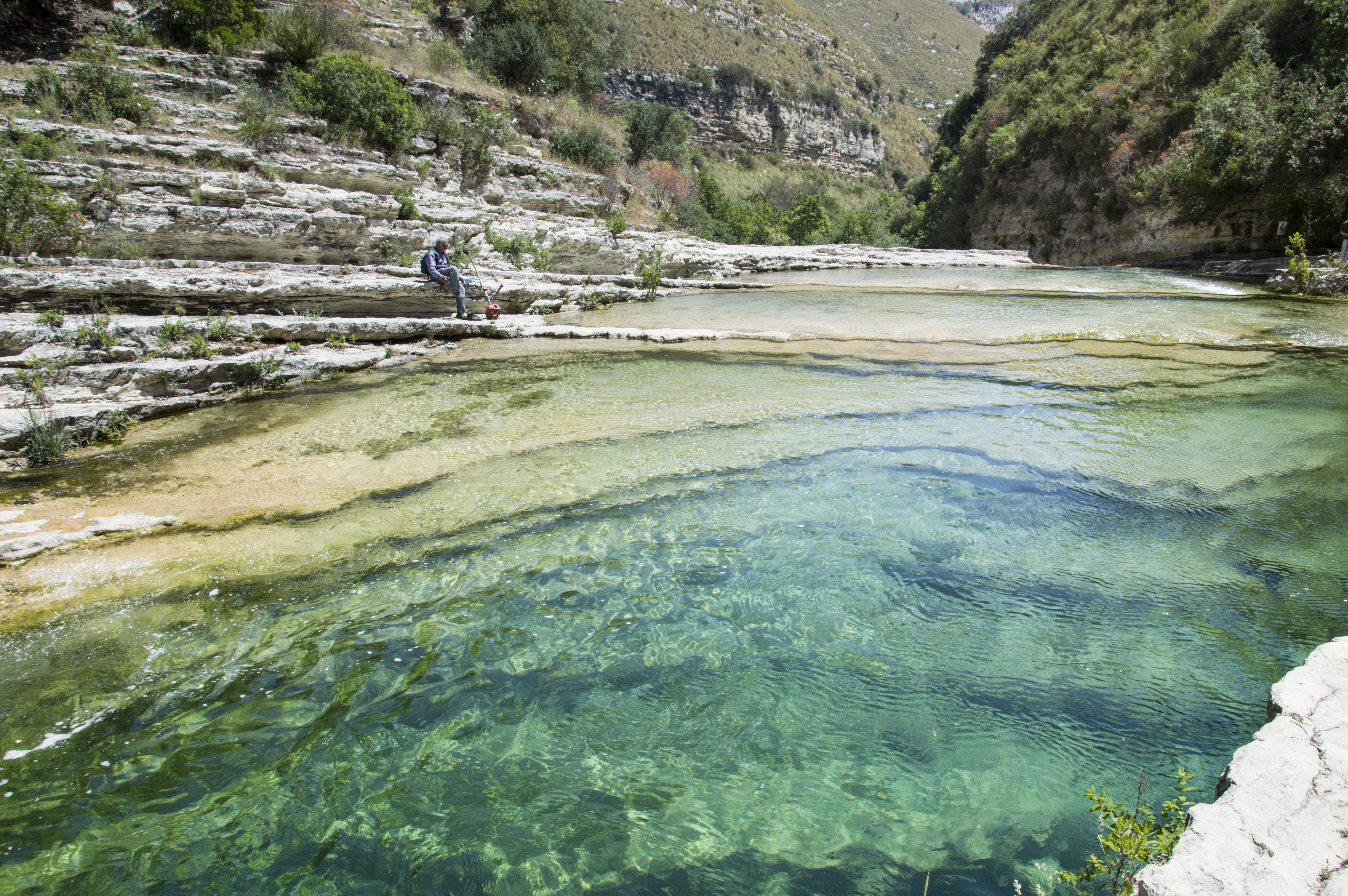
Riserva naturale orientata Cavagrande del Cassibile

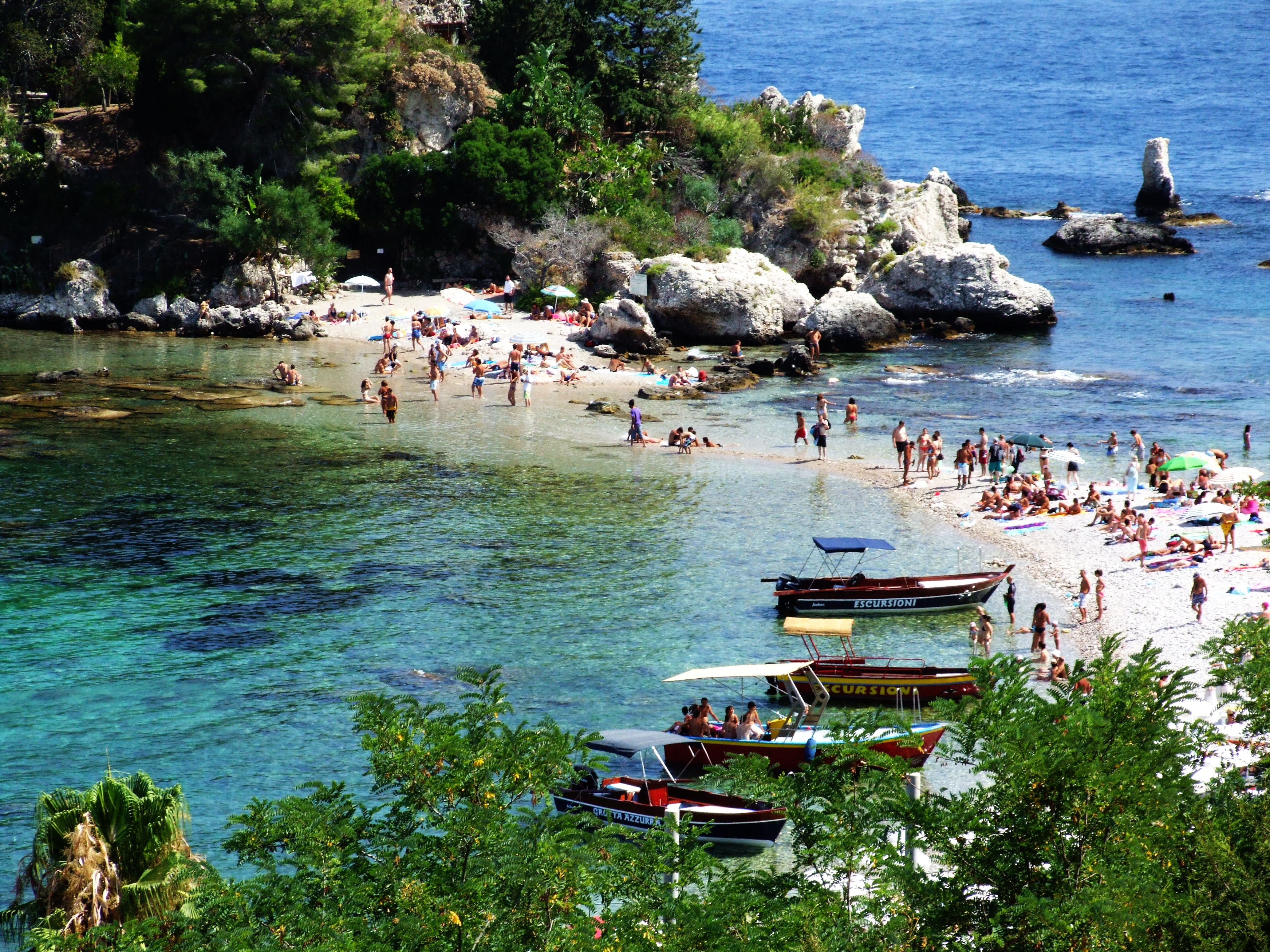
Riserva naturale orientata Isola Bella

Riserva naturale orientata Isola di Lampedusa

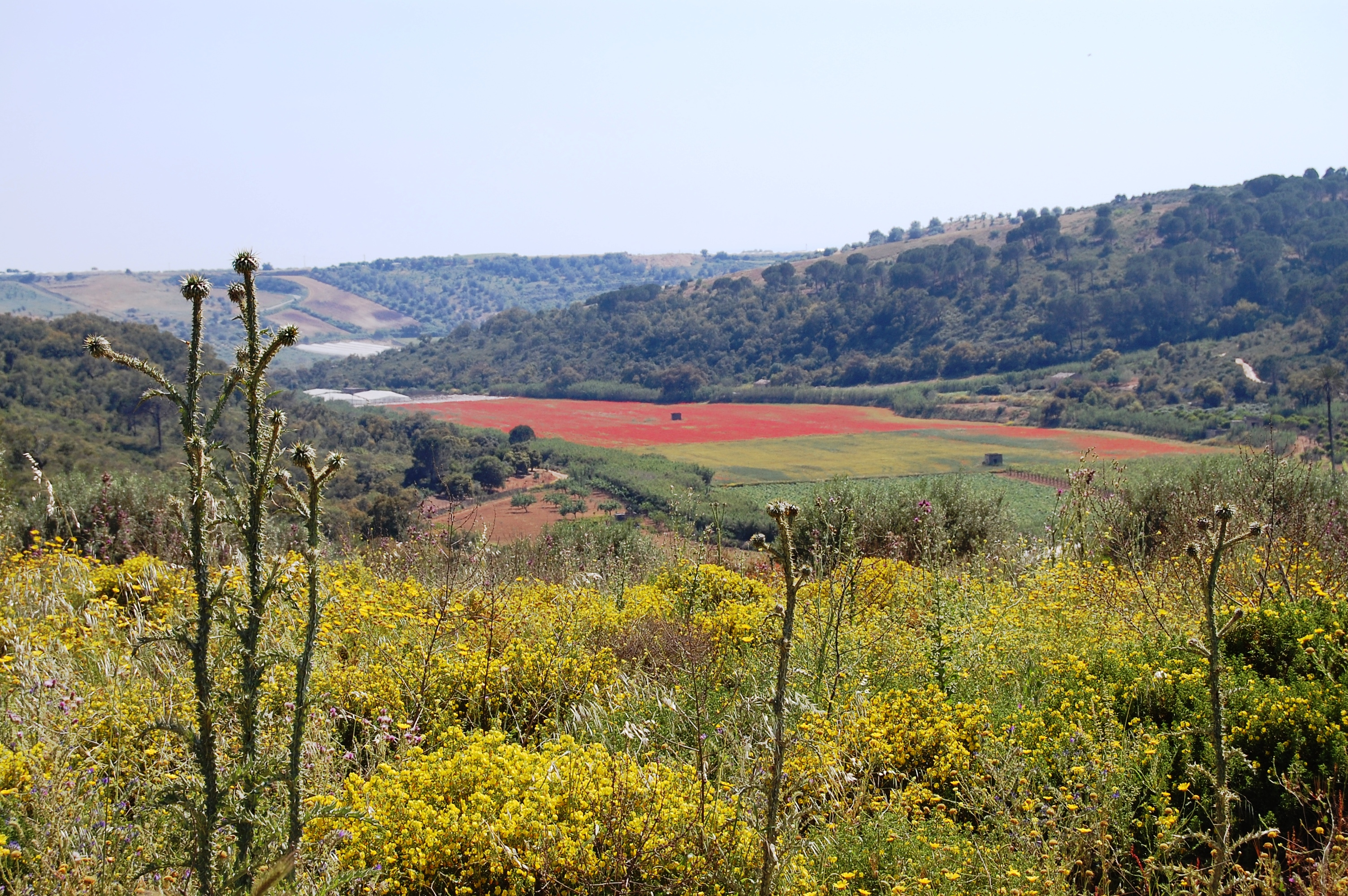
Riserva naturale orientata Sughereta di Niscemi

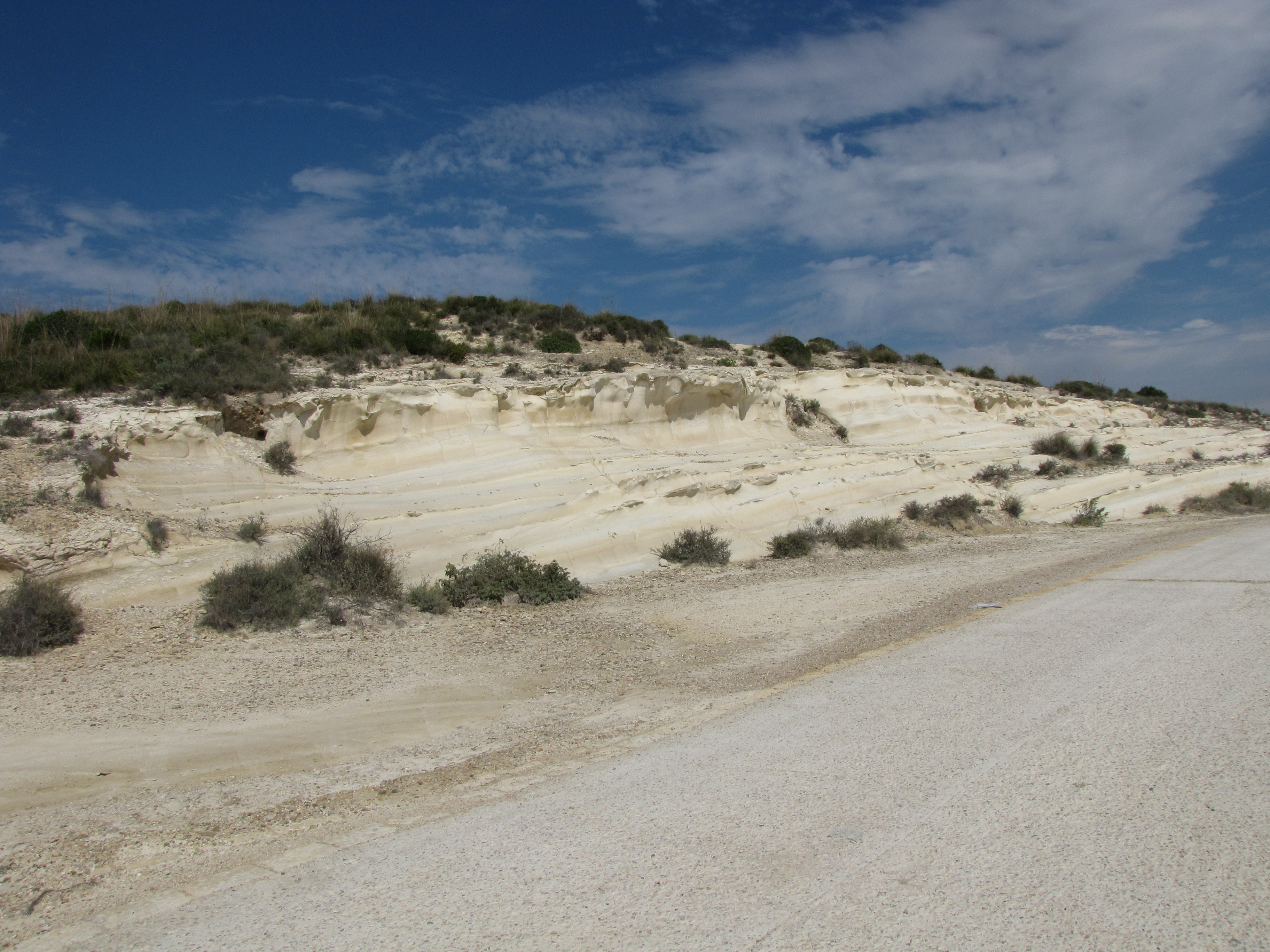
Affioramenti gessosi nei pressi della foce del Platani

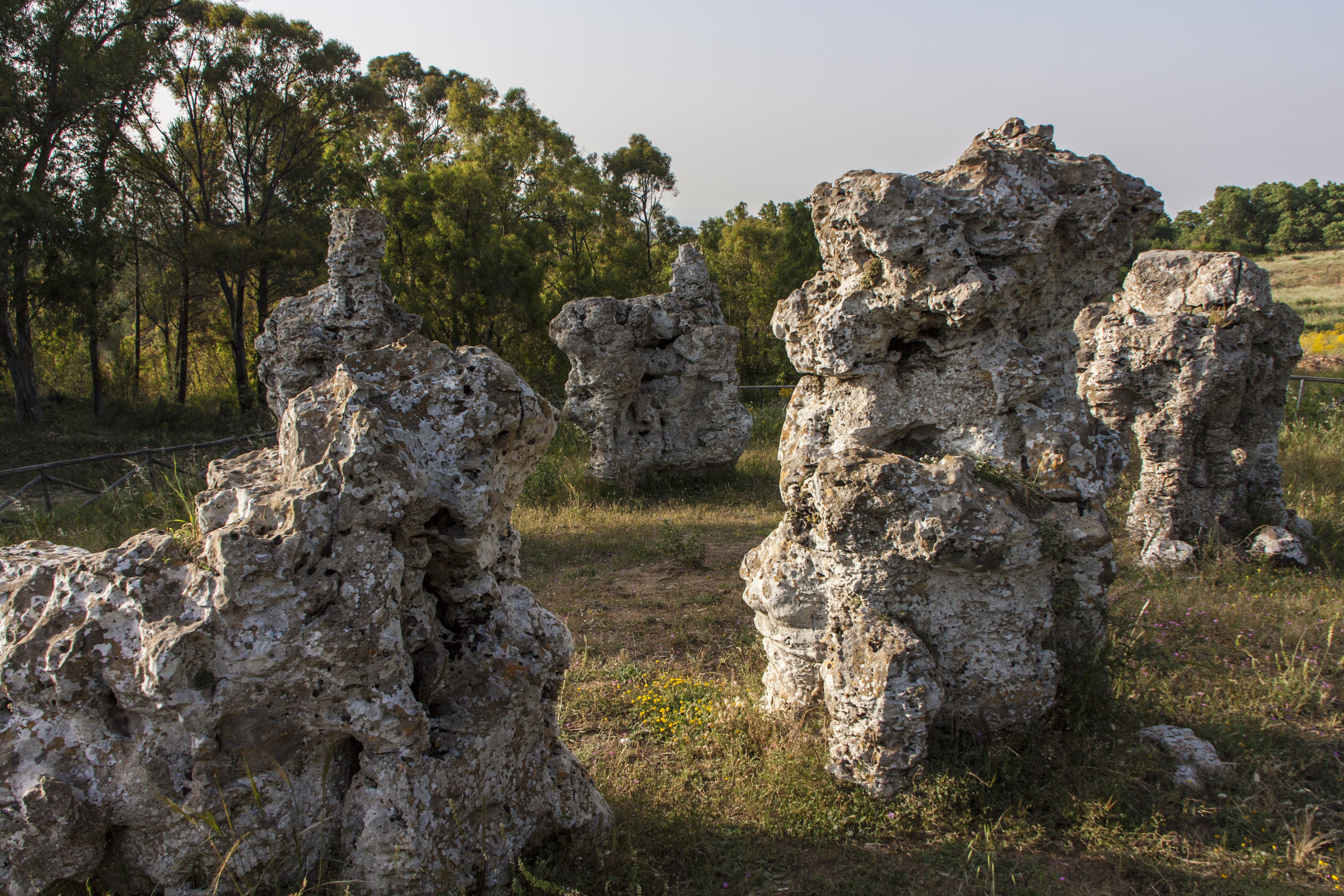
I "pupi ballerini", riserva naturale orientata Rossomanno-Grottascura-Bellia

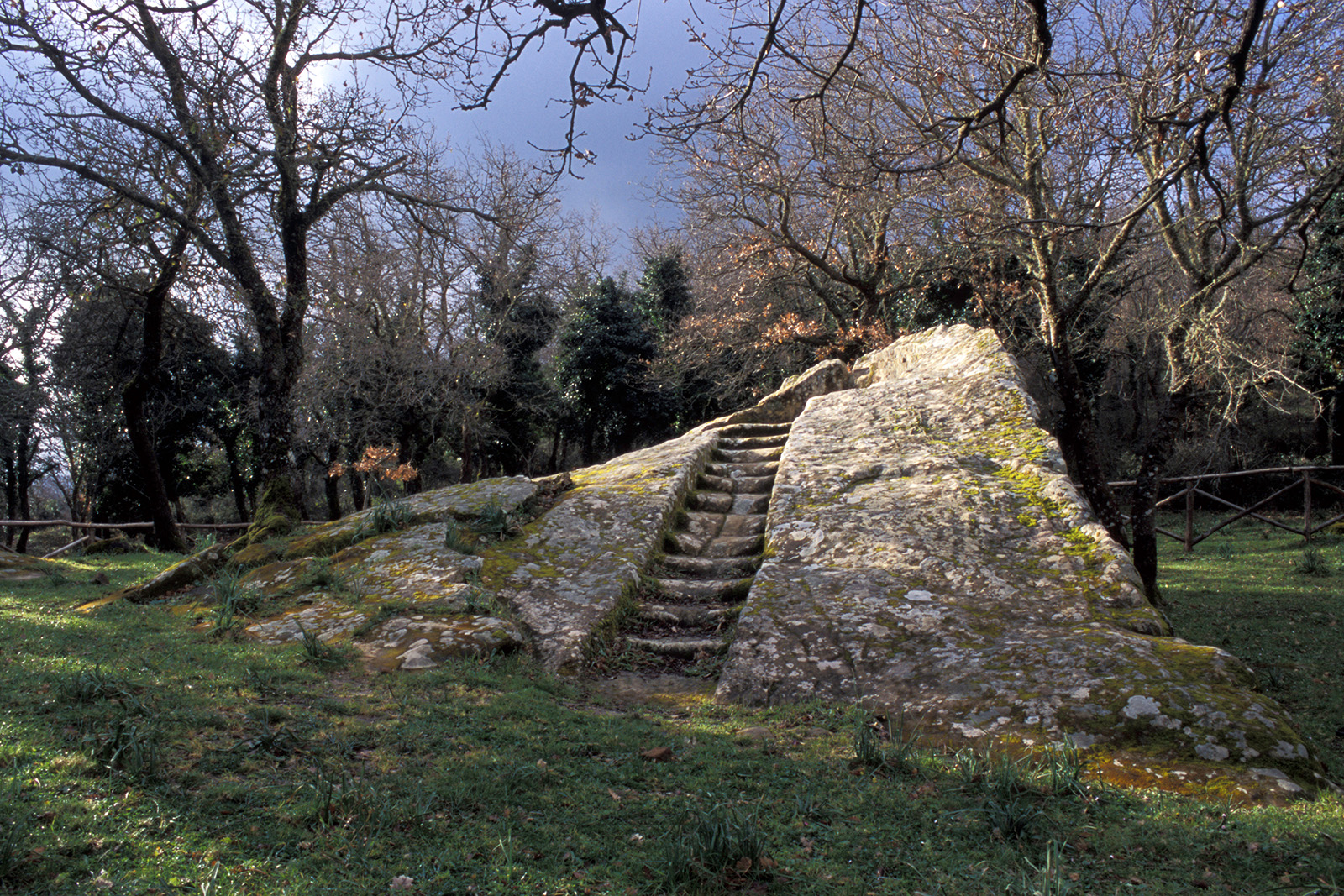
Il cosiddetto "pulpito del Re", riserva naturale orientata Bosco della Ficuzza, Rocca Busambra, Bosco del Cappelliere e Gorgo del Drago

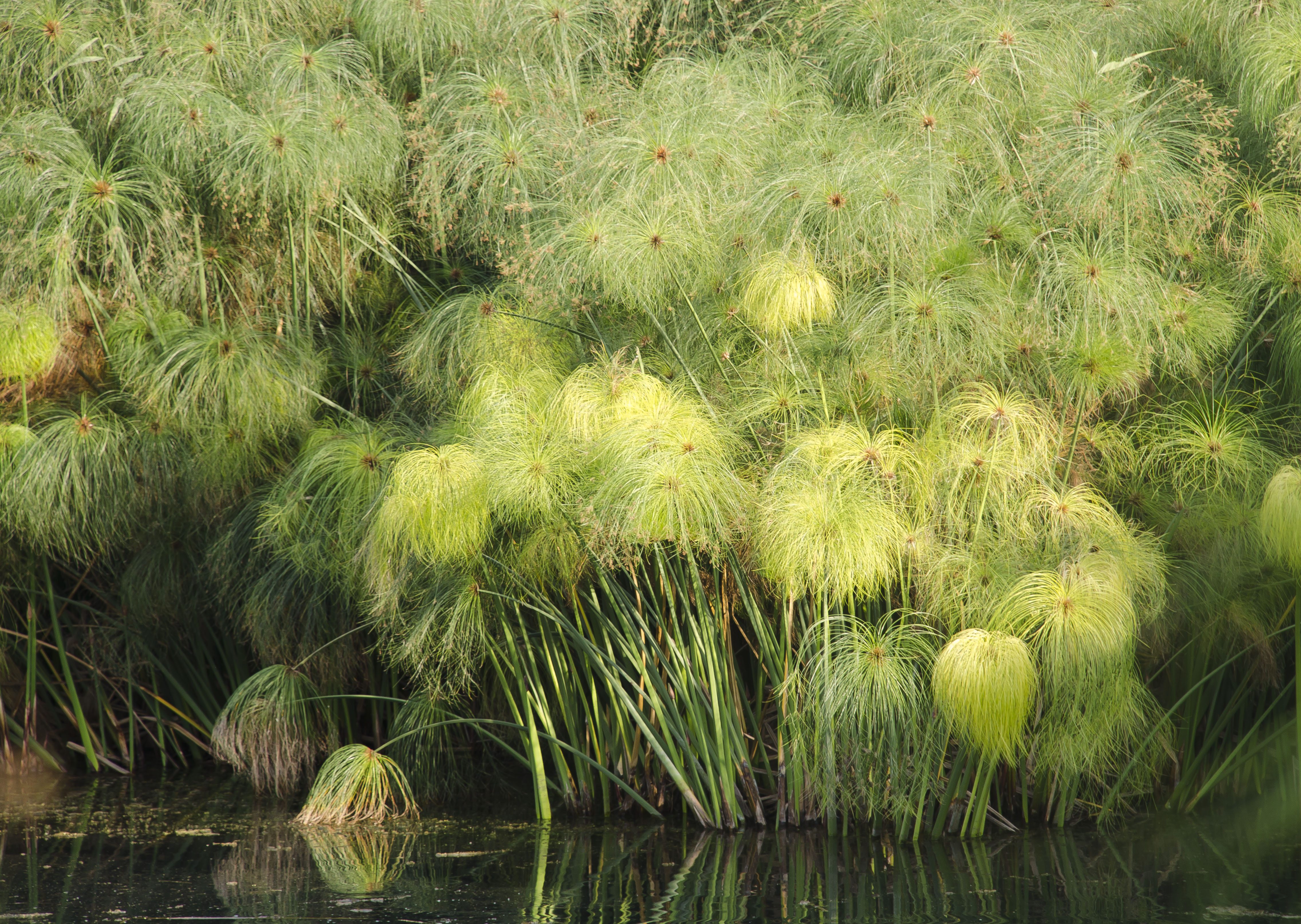
Il papiro del Ciane, riserva naturale Fiume Ciane e Saline di Siracusa

- Riserva naturale orientata Bagni di Cefalà Diana e Chiarastella
- Riserva naturale orientata Biviere di Gela
- Riserva naturale orientata Bosco della Ficuzza, Rocca Busambra, Bosco del Cappelliere e Gorgo del Drago
- Riserva naturale orientata Bosco di Favara e Bosco Granza
- Riserva naturale Bosco di Alcamo
- Riserva naturale orientata Bosco di Malabotta
- Riserva naturale orientata Capo Gallo
- Riserva naturale orientata Capo Rama
- Riserva naturale orientata Cavagrande del Cassibile
- Riserva naturale integrale Complesso Immacolatelle e Micio Conti
- Riserva naturale integrale Complesso speleologico Villasmundo-Sant'Alfio
- Riserva naturale orientata geologica di Contrada Scaleri
- Riserva naturale Fiume Ciane e Saline di Siracusa
- Riserva naturale Fiume Fiumefreddo
- Riserva naturale Foce del Fiume Belice e dune limitrofe
- Riserva naturale orientata Fiumedinisi e Monte Scuderi
- Riserva naturale orientata Foce del fiume Platani
- Riserva naturale integrale Grotta Conza
- Riserva naturale integrale Grotta dei Puntali
- Riserva naturale orientata Grotta della Molara
- Riserva naturale integrale Grotta di Carburangeli
- Riserva naturale integrale Grotta di Entella
- Riserva naturale integrale Grotta di Santa Ninfa
- Riserva naturale integrale Grotta di Sant'Angelo Muxaro
- Riserva naturale integrale Grotta Palombara
- Riserva naturale integrale Grotta Monello
- Riserva naturale orientata Isola Bella
- Riserva naturale orientata Isola delle Femmine
- Riserva naturale orientata Isola di Alicudi
- Riserva naturale orientata/integrale Isola di Filicudi e scogli Canna e Montenassari
- Riserva naturale orientata Isola di Lampedusa
- Riserva naturale integrale Isola di Lachea e Faraglioni dei Ciclopi
- Riserva naturale orientata/integrale Isola di Linosa e Lampione
- Riserva naturale orientata/integrale Isola di Panarea e scogli viciniori
- Riserva naturale orientata/integrale Isola di Stromboli e Strombolicchio
- Riserva naturale orientata Isola di Ustica
- Riserva naturale orientata "Isole dello Stagnone di Marsala"
- Riserva naturale orientata La Timpa
- Riserva naturale orientata Laghetti di Marinello
- Riserva naturale speciale Lago di Pergusa
- Riserva naturale integrale Lago Preola e Gorghi Tondi
- Riserva naturale integrale Lago Sfondato
- Riserva naturale Lago Soprano
- Riserva naturale orientata Laguna di Capo Peloro
- Riserva naturale Le Montagne delle Felci e dei Porri
- Riserva naturale integrale Macalube di Aragona
- Riserva naturale Macchia Foresta del Fiume Irminio
- Riserva naturale orientata Monte Altesina
- Riserva naturale orientata Monte Cammarata
- Riserva naturale orientata Monte Capodarso e Valle dell'Imera Meridionale
- Riserva naturale orientata Monte Carcaci
- Riserva naturale orientata Monte Cofano
- Riserva naturale integrale Monte Conca
- Riserva naturale orientata Monte Genuardo e Santa Maria del Bosco
- Riserva naturale orientata Monte Pellegrino
- Riserva naturale orientata Monte San Calogero (Eurako)
- Riserva naturale orientata Monte San Calogero (Kronio)
- Riserva naturale orientata Monti di Palazzo Adriano e Valle del Sosio
- Riserva naturale Oasi del Simeto
- Riserva naturale orientata Oasi Faunistica di Vendicari
- Riserva naturale orientata Pantalica, Valle dell'Anapo e Torrente Cava Grande
- Riserva naturale Pino d'Aleppo
- Riserva naturale orientata Pizzo Cane, Pizzo Trigna e Grotta Mazzamuto
- Riserva naturale orientata Rossomanno-Grottascura-Bellia
- Riserva naturale orientata Saline di Priolo
- Riserva naturale orientata Saline di Trapani e Paceco
- Riserva naturale orientata Sambuchetti-Campanito
- Riserva naturale orientata Serre della Pizzuta
- Riserva naturale orientata Serre di Ciminna
- Riserva naturale orientata Sughereta di Niscemi
- Riserva naturale orientata Torre Salsa
- Riserva naturale integrale Vallone Calagna sopra Tortorici
- Riserva naturale orientata Vallone di Piano della Corte
- Riserva naturale orientata dello Zingaro

in via di istituzione
- Riserva naturale orientata Pantani della Sicilia Sud-Orientale[5] (non compresa nell'EUAP)
- Riserva naturale orientata Capo Murro di Porco e Penisola della Maddalena[6] (non compresa nell'EUAP)
- Riserva naturale orientata Isola di Capo Passero
- Riserva naturale orientata Isola di Vulcano

annullati e/o soppressi
- Riserva naturale orientata Isola di Pantelleria
- Parco dei Monti Sicani
- Riserva naturale orientata Bosco di Santo Pietro

## Zone umide
- Zone Ramsar
  - Biviere di Gela
  - Oasi di Vendicari

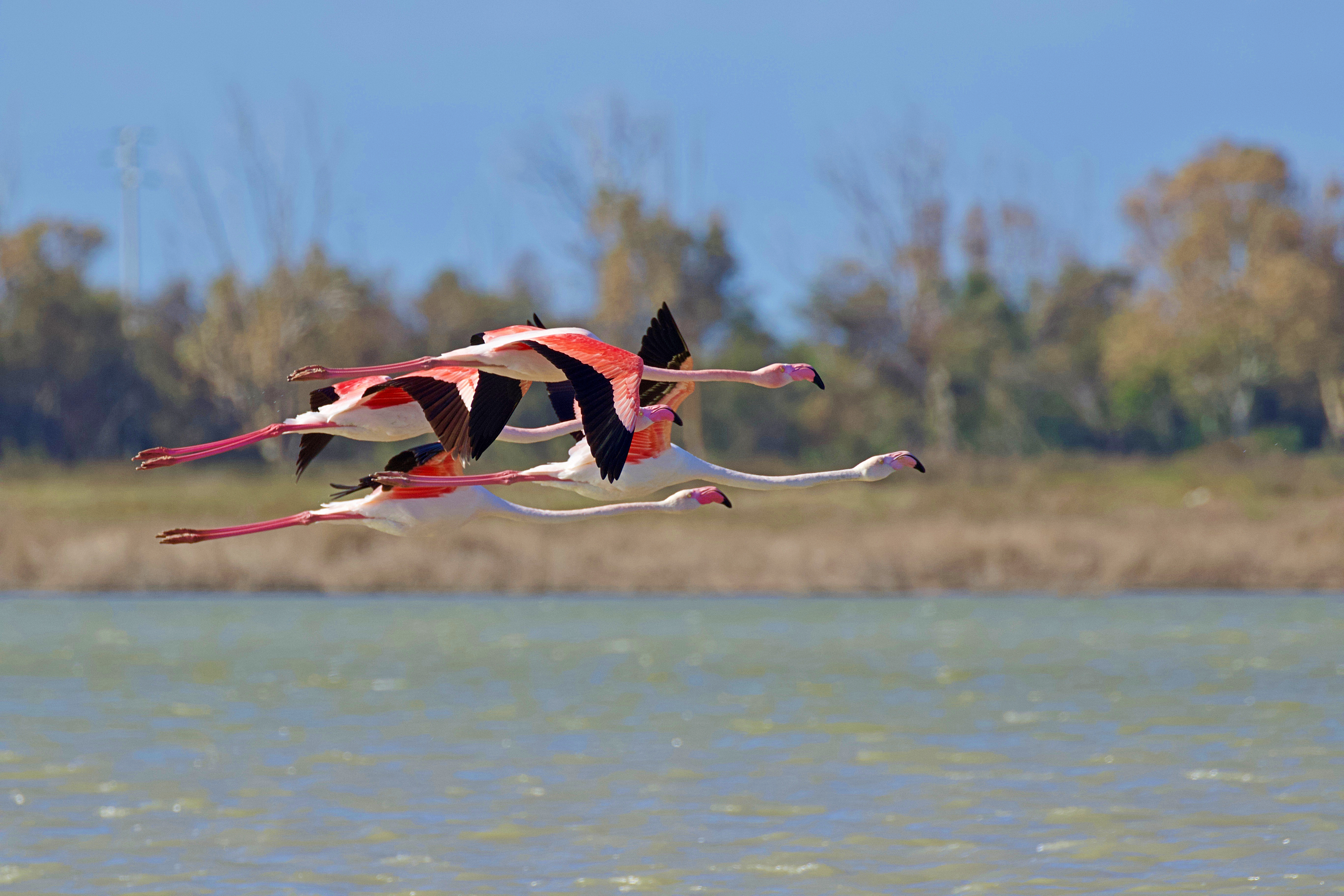
Fenicotteri nel pantano Longarini, riserva naturale orientata Pantani della Sicilia Sud-Orientale

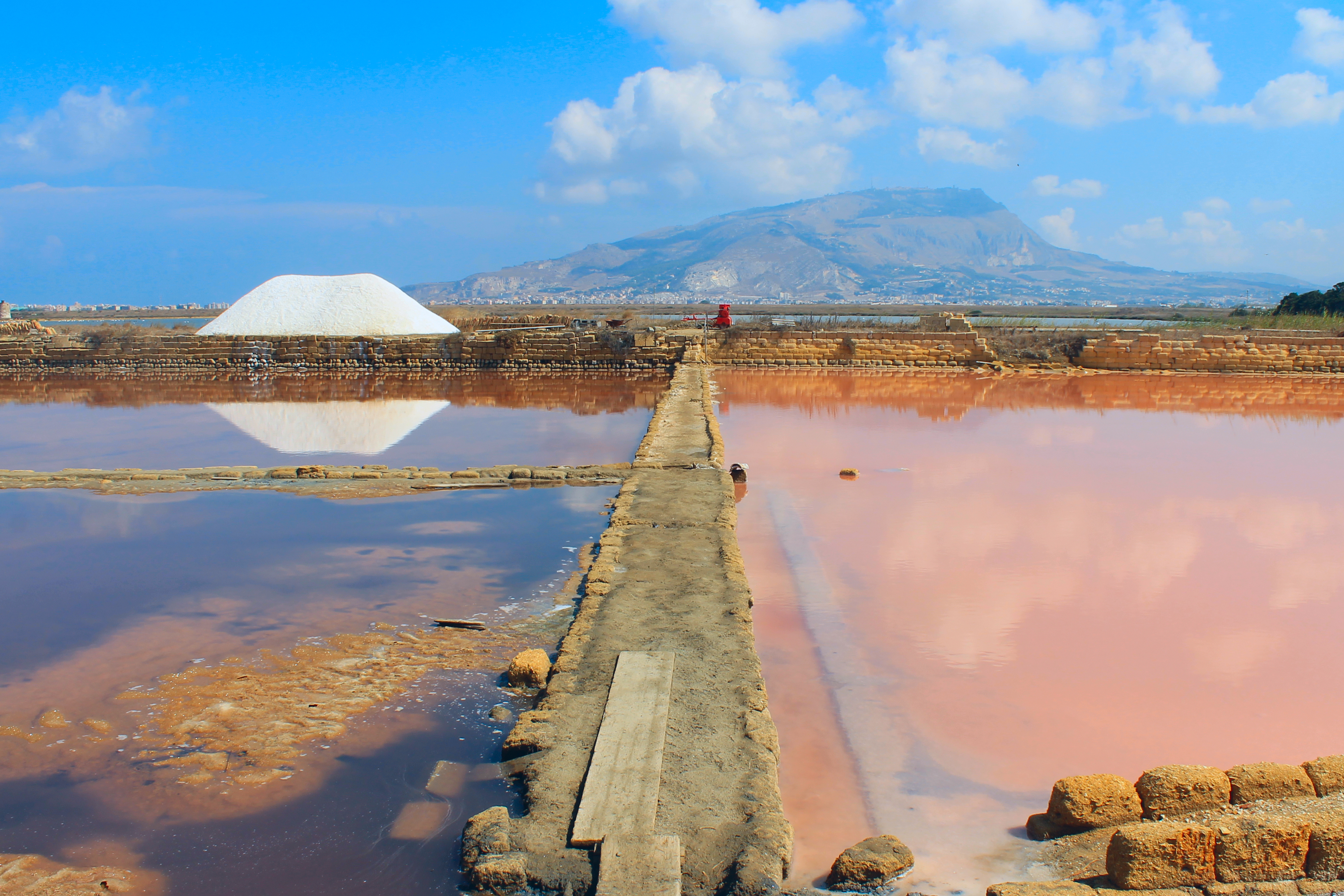
La Riserva naturale orientata Saline di Trapani e Paceco, zona Ramsar

  - Riserva naturale integrale Saline di Trapani e Paceco
  - RNI Lago Preola, Gorghi Tondi Pantano Leone e paludi costiere di Capo Feto
- Richiesta riconoscimento Ramsar
  - Riserva naturale speciale Lago di Pergusa
  - Riserva naturale orientata Pantani della Sicilia Sud-Orientale
  - Riserva naturale regionale delle Isole dello Stagnone di Marsala

## Aree Natura 2000
Vi sono inoltre i siti appartenenti alla Rete Natura 2000, istituita dall'UE per la protezione e la conservazione degli habitat e delle specie: SIC e ZPS.

### Zone di protezione speciale
- Elenco ZPS della Sicilia, su ambientediritto.it.

## Altre aree protette

### Geositi
L'Assessorato al territorio e ambiente della Regione Siciliana nel 2012 ha istituito 106  geositi con suo decreto. Nel 2017 ha istituito i "geositi ricadenti in aree di riserva naturale per motivi geologici", portandoli a 93 aree protette.
Questi alcuni:
- Grotta Rumena 1 - Custonaci
- Lave brecciate a fluoro-edenite e fluoroflogopite di Monte Calvario - Biancavilla
- GSSP del Piacenziano a Punta Piccola - Porto Empedocle
- Travertino della Cava Cappuccini - Alcamo
- Collina Storica" e "Fonte Maimonide - Paternò
- Sistema delle Salinelle del Monte Etna
  - Area 1 Salinelle dei Cappuccini - Paternò
  - Area 2 Salinelle del Fiume - Paternò
  - Area 3 Salinelle di San Biagio Belpasso - Paternò
- Elenco dei geositi decretati ma non ancora istituiti della Sicilia (PDF), su artasicilia.eu. URL consultato l'8 febbraio 2018 (archiviato dall'url originale il 9 settembre 2016).

## Aree naturalistiche d'interesse storico-archeologico
- Bosco d'Aci
- Castagno dei Cento Cavalli
- Bosco Littorio
- Parco minerario di Floristella-Grottacalda